# معتمدية دخيلة توجان
معتمدية دخيلة توجان إحدى معتمديات الجمهورية التونسية، تابعة لولاية قابس. كانت سابقا منطقة تابعة لمعتمدية مارث قبل احداثها من قبل رئيس الحكومة الحبيب الصيد عام 2015.